# Lauriane Josende
Lauriane Josende, née le 13 juin 1977, est une femme politique française, membre du parti Les Républicains (LR). Elle est la première femme élue sénatrice dans les Pyrénées-Orientales.

## Biographie

### Famille et études
Sa mère, Hélène Josende, a été maire de la commune d'Angoustrine-Villeneuve-des-Escaldes de 1995 à 2020 et conseillère départementale entre 2015 et 2021 en binôme avec Jean Castex.
Après une Maîtrise de Droit public à l'Université de Perpignan en 1999, elle poursuit ses études à Toulouse, où elle soutient en 2005 sa thèse "Liberté d'expression et démocratie : réflexion sur un paradoxe". Elle obtient son Certificat d’Aptitude à la Profession d’Avocat (CAPA) à l’Ecole des Avocats de Toulouse en 2008.

### Parcours professionnel
Pendant la rédaction de sa thèse, elle est chargée d’enseignement à la Faculté de Droit de l'Université Toulouse 1 Capitole, Enseignant-Chercheur en Droit public entre 2005 et 2006 et Attachée Temporaire d’Enseignement et de Recherche (ATER) en Droit public et Allocataire de Recherche - Monitrice en Droit public de 2000 à 2005. Elle est ensuite Chargée d'enseignement en Droit Public et des Collectivités territoriales à l'Université Via Domitia de Perpignan de 2010 à 2019, ainsi qu'à l'Ecole Supérieure de l'Immobilier entre 2011 et 2014.
Avocate de profession, elle est Conseillère municipale à Sainte-Marie-la-Mer, de 2014 à 2020, Directrice de l'Association des Maires des Pyrénées-Orientales de 2014 à 2017, Directrice de cabinet de Jean-Marc Pujol à l'agglomération de Perpignan de 2018 à 2019, ainsi que Directrice du Syndicat de Traitement des Déchets (SYDETOM) de 2019 à 2022.

### Au sein de LR
En 2019, elle est candidate aux élections européennes sur la liste de l'Union de la Droite et du Centre, conduite par François-Xavier Bellamy.
Elle est suppléante de François Calvet au Sénat de 2017 à 2023, ainsi que sa collaboratrice de 2017 à 2018.
Lors de campagne interne pour la présidence des républicains en 2025, elle est un fervent soutien du candidat Bruno Retailleau dans son département,.
Le 28 mai 2025, elle est nommée Secrétaire départementale de la Fédération des Républicains dans les Pyrénées-Orientales.
Lors du Conseil national des Républicains, le 28 juin 2025, Lauriane Josende est nommée membre de l’équipe dirigeante du Bureau politique autour de Bruno Retailleau. Elle y est notamment en charge de la « Vie militante » du parti et des fédérations, mais aussi de la refonte des statuts du parti. Elle est également nommée, le même jour, membre de la Commission Nationale d’Investiture.

### Sénatrice des Pyrénées-Orientales
Lauriane Josende est élue sénatrice des Pyrénées-Orientales, le 24 septembre 2023, succédant à François Calvet. C’est la première femme élue sénatrice dans les Pyrénées-Orientales.
Au Sénat, elle siège à la Commission des lois constitutionnelles, de législation, du suffrage universel, du Règlement et d'administration générale. Elle est également membre de la délégation aux droits des femmes et à l'égalité des chances entre les hommes et les femmes et de la délégation sénatoriale aux entreprises.
En 2024, elle est Rapporteur du projet de loi contre les dérives sectaires,. La même année, elle est également co-auteur du Rapport d'information sénatoriale "Entreprises et climat : se mobiliser pour relever le défi de la compétitivité carbone",.
Dans le cadre de l'examen du Projet de Loi de Finances 2025, elle est nommée Rapporteur pour avis par la Commission des Lois des crédits accordés à la Justice.
En 2025, elle est Rapporteur au Sénat de la Proposition de loi visant à réformer le mode d'élection des membres du conseil de Paris et des conseils municipaux de Lyon et Marseille. Celle-ci est rejetée à son initiative en Commission des Lois du Sénat, puis en Séance publique.
Elle est également Rapporteur de la Proposition de loi adoptée au Sénat, le 18 mars 2025, visant à faciliter le maintien en rétention des personnes condamnées pour des faits d'une particulière gravité et présentant de forts risques de récidive. Ce texte réagit à plusieurs faits, notamment l'attentat de Mulhouse et le meurtre de Philippine.
Vice-Présidente de la Commission d'enquête du Sénat sur les coûts et les modalités effectifs de la commande publique et la mesure de leur effet d'entraînement sur l'économie française, elle participe à la rédaction du rapport publié le 8 juillet 2025,.
Engagée sur les problématiques d'accès aux soins dans son Département, elle œuvre pour que le Centre hospitalier de Perpignan devienne un Centre Hospitalier Universitaire (CHU),.
Elle s'investit également fortement sur les problématiques de sécheresse, ainsi que sur celles transfrontalières.

## Publications
- "Liberté d'expression et démocratie: réflexion sur un paradoxe", Bruxelles, Bruylant, 2010, 466 p.[2]
- "Une révolution larvée : la révision constitutionnelle du 6 juillet 1998 relative à la Nouvelle-Calédonie", Presses de l’Université Toulouse 1 Capitole, 2018[25]
- Répertoire cont. administratif, Urbanisme : contentieux des ZAC, par Lauriane Josende, avr. 2014, Editions Dalloz
- Répertoire cont. administratif, Urbanisme : contentieux des autorisations d'occupation, par Lauriane Josende, janv. 2015, Editions Dalloz
- Répertoire cont. administratif, Urbanisme : contentieux des documents de planification des sols, par Lauriane Josende, sept. 2013, Editions Dalloz
- Répertoire cont. administratif, Urbanisme : règles contentieuses communes, par Lauriane Josende, sept. 2014, Editions Dalloz
- Répertoire cont. administratif, Urbanisme : contentieux du lotissement, par Lauriane Josende, janv. 2014, Editions Dalloz
- Répertoire immobilier, Urbanisme : contentieux des ZAC, par Lauriane Josende, avr. 2014, Editions Dalloz
- Répertoire immobilier, Urbanisme : contentieux des autorisations d'occupation, par Lauriane Josende, janv. 2015, Editions Dalloz
- Répertoire immobilier, Urbanisme : règles contentieuses communes, par Lauriane Josende, sept. 2014, Editions Dalloz
- Répertoire immobilier, Urbanisme : contentieux du lotissement, par Lauriane Josende, janv. 2014, Editions Dalloz